# Quilessa funebris
Quilessa funebris är en insektsart som beskrevs av Ronald Gordon Fennah 1945. Quilessa funebris ingår i släktet Quilessa och familjen Kinnaridae. Inga underarter finns listade i Catalogue of Life.